# Будинок Багдасарових (Таганрог)
Будинок Багдасарових — об'єкт історичної забудови Таганрога, який був побудований в кінці XIX століття і належав братам Багдасаровим. Будівля розташована за адресою: Тургенівській провулок, 7.

## Історія
На цій земельній ділянці в XIX столітті була побудована невелика архітектурна споруда, яку оцінювали в 1000 рублів. Її власницею була купчиха Софія Луцька. Потім з якихось причин будівля була зруйнована і в 1898 році в Тургенівському провулку, 7, брати Мелкон і Григорій Багдасарови побудували будинок. Будівництво особняка коштувало їм 3000 рублів. Згодом вартість будинку збільшилася і на час Жовтневої революції, будинок оцінювався в 24 тисячі рублів.
Будинок мав декілька поверхів, верхній поверх здавався в оренду. На початку XX століття власником будинку став купець Іван Васильович Кафері. У нього був свій ковбасний завод, який розміщувався по вулиці Чеховській, крім того, в його власності було підприємство, на якому витоплювали сало. Воно розташовувалось по вулиці Мясницькій, 19. Свою роботу купець колись почав з виготовлення і поширення англійських бісквітів. Будучи власником будинків по вулиці Олександрівській, 1 і 3, він купив будинок у Тургенівському провулку. Вартість вищезазначених будинків становила 500 і 150 рублів відповідно. Дружину Івана Кафері звали Анастасія Василівна. У шлюбі з нею у купця було троє дітей — Василь, Іван і Параскева. Будинок частково здавався в оренду під житлові приміщення, що забезпечувало купцеві прибуток, також він тримав магазин ковбасних виробів на вулиці Петровській, 38. Серед орендарів будинку був присяжний повірений Михайло Маркович Ільштейн.
В цьому будинку проживала Валентина Абрамівна Говберг. Вона була виконавицею циганських романсів і російських народних пісень. У неї був сильний голос — меццо-сопрано. У будинок на Тургенівському провулку, вона переїхала в 1940-х роках, де жила разом з сестрою Оленою Абрамівна — дружиною відомого Таганрозького адвоката Якова Борисовича Світа. До революції Яків Світ був помічником присяжного повіреного юдейського закону.
В 1920-х роках в правому дворовому флігелі оселилася родина Орешко: подружжя Федір Васильович і його дружина Раїса Костянтинівна. Згодом у них народилися діти: дочки Ольга і Віра. Федір Васильович був бухгалтером при міській прокуратурі і відрізнявся надмірною педантичністю і правильним веденням справ. Згодом дочка Віра стала годинниковим майстром, а Ольга цікавилася сферами, пов'язаними з мистецтвом та історією. У неї було нелегке життя — вона постраждала під час сталінських репресій. Сім'я Орешко була відома своєю турботою про бездомних тварин.
В 1930-х роках в одній з квартир будинку жив скрипаль Михайло Стешенко. Його гру могли чути відвідувачі перед початком сеансів у кінотеатрі «Промінь». Також в квартирі жив скрипаль Бейнцман, який грав в оркестрі Молла.